# Tatu chín đai
Tatu chín đai (danh pháp khoa học: Dasypus novemcinctus), là một loài động vật có vú thuộc lớp thú có kích thước trung bình. Chúng được tìm thấy ở Bắc, Trung và Nam Mỹ, là armadillo phổ biến nhất. Tổ tiên của nó có nguồn gốc ở Nam Mỹ, và ở đó trong 3 triệu năm trước, khi sự hình thành của eo đất Panama cho phép chúng đi vào Bắc Mỹ như một phần của Đại hoán chuyển sinh vật Nam Bắc châu Mỹ (Great American Interchange). Loài này sống đơn độc chủ yếu là hoạt động về đêm, được tìm thấy trong nhiều loại môi trường sống, từ các khu rừng nhiệt đới trưởng thành và thứ cấp đến đồng cỏ và cây bụi khô. Nó là một loài ăn côn trùng, thức ăn chủ yếu vào kiến, mối, và các động vật không xương sống nhỏ khác. Chúng có thể nhảy 91–120 cm trên không trung nếu cảm thấy sợ hãi, làm cho nó trở thành một mối nguy hiểm đặc biệt là trên những con đường bộ. Đây là động vật có vú nhỏ của tiểu bang Texas.

## Phân loài
- Dasypus novemcinctus aequatorialis Lönnberg, 1913
- Dasypus novemcinctus fenestratus Peters, 1864
- Dasypus novemcinctus hoplites G.M. Allen, 1911
- Dasypus novemcinctus mexianae Hagmann, 1908
- Dasypus novemcinctus mexicanus Peters, 1864
- Dasypus novemcinctus novemcinctus Linnaeus, 1758

Phân loài Bắc Mỹ giảm đa dạng di truyền so với các phân loài của Nam Mỹ, cho thấy tatu của Bắc Mỹ có nguồn gốc từ một số lượng tương đối nhỏ các cá thể di cư từ phía nam của Rio Grande.

## Bệnh tật
Tatu chín đoạn thường được dùng để nghiên cứu bệnh phong cùi vì tatu chín đoạn có thể bị nhiễm bệnh này tràn lan (tại một số khu vực ở Hoa Kỳ có thể có tới 20% bầy tatu chín đoạn bị nhiễm bệnh). Lý do chúng thường nhiễm bệnh này là bởi vì thân nhiệt của tatu thấp (34oC, ngang với nhiệt độ ở những nơi trực khuẩn bệnh phong hay khu trú trên người là lỗ mũi, ngón tay, ngón chân) nên thuận lợi cho trực khuẩn gây bệnh phong Mycobacterium leprae phát triển. Do vậy, tại Hoa Kỳ có những khuyến cáo việc tiếp xúc hoặc ăn thịt tatu chín đoạn có nguy cơ lây bệnh phong sang người.

## Xuất hiện trong văn hoá đại chúng
- Trong mùa thứ 7 của chương trình truyền hình Friends, Ross Geller ăn mặc như một con tatu để dạy cho con trai của mình về ngày lễ của người Do Thái, Hanukkah.

## Hình ảnh

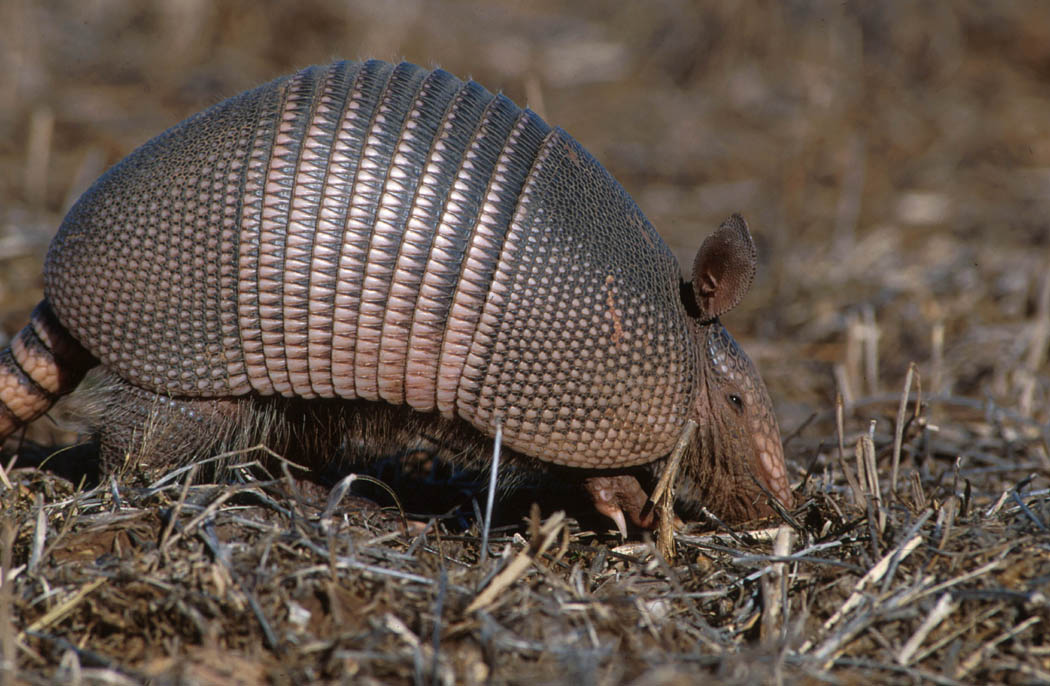
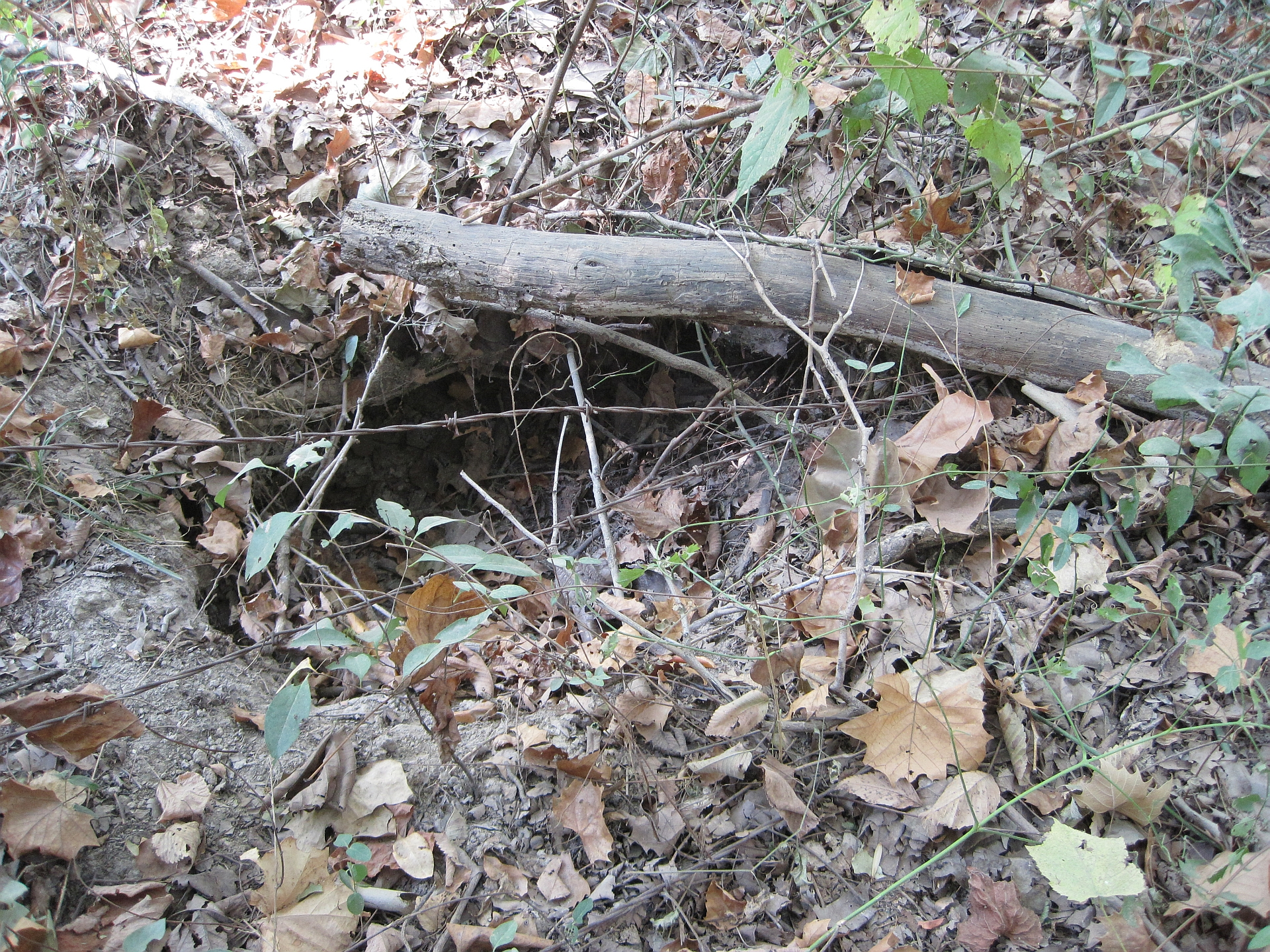
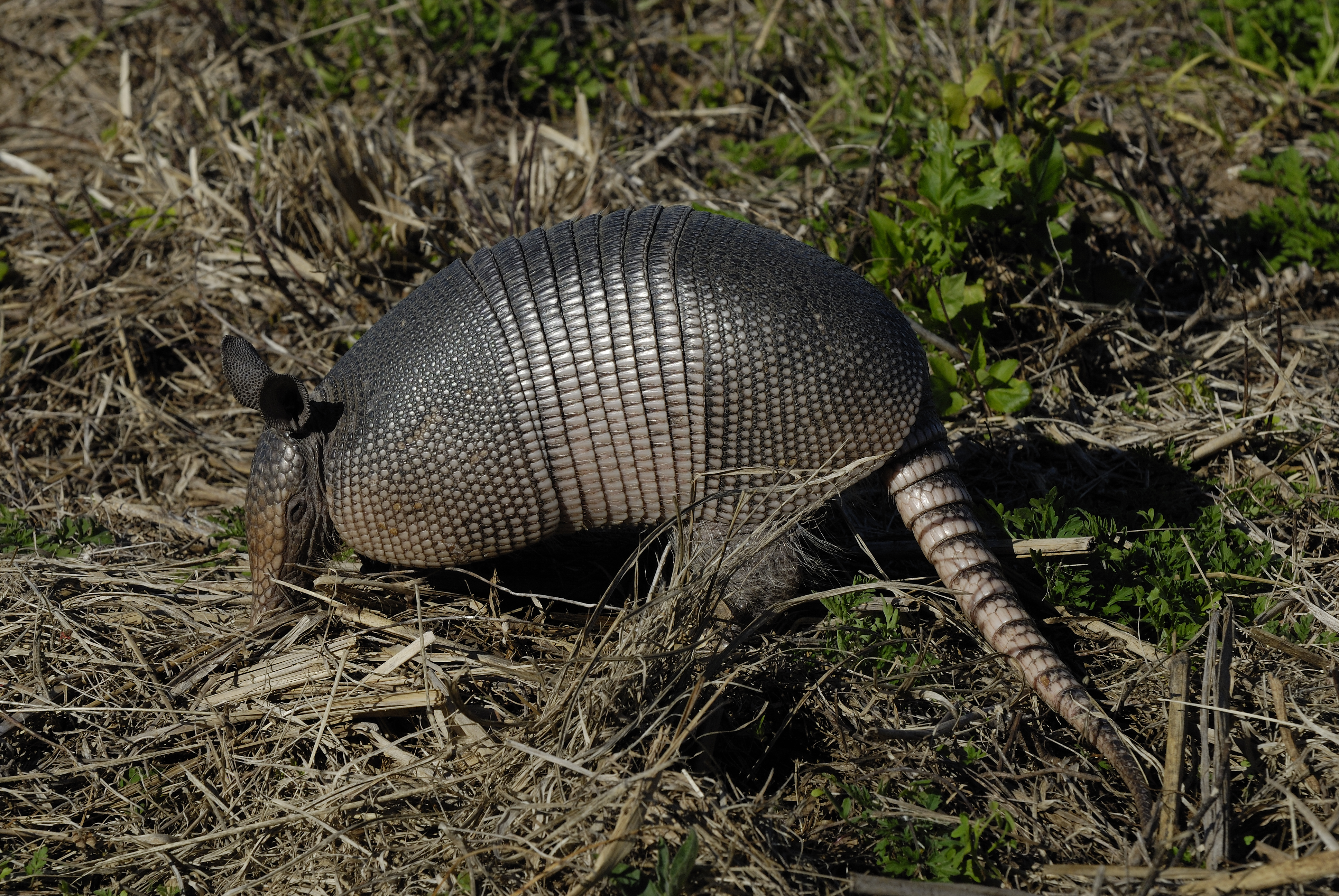
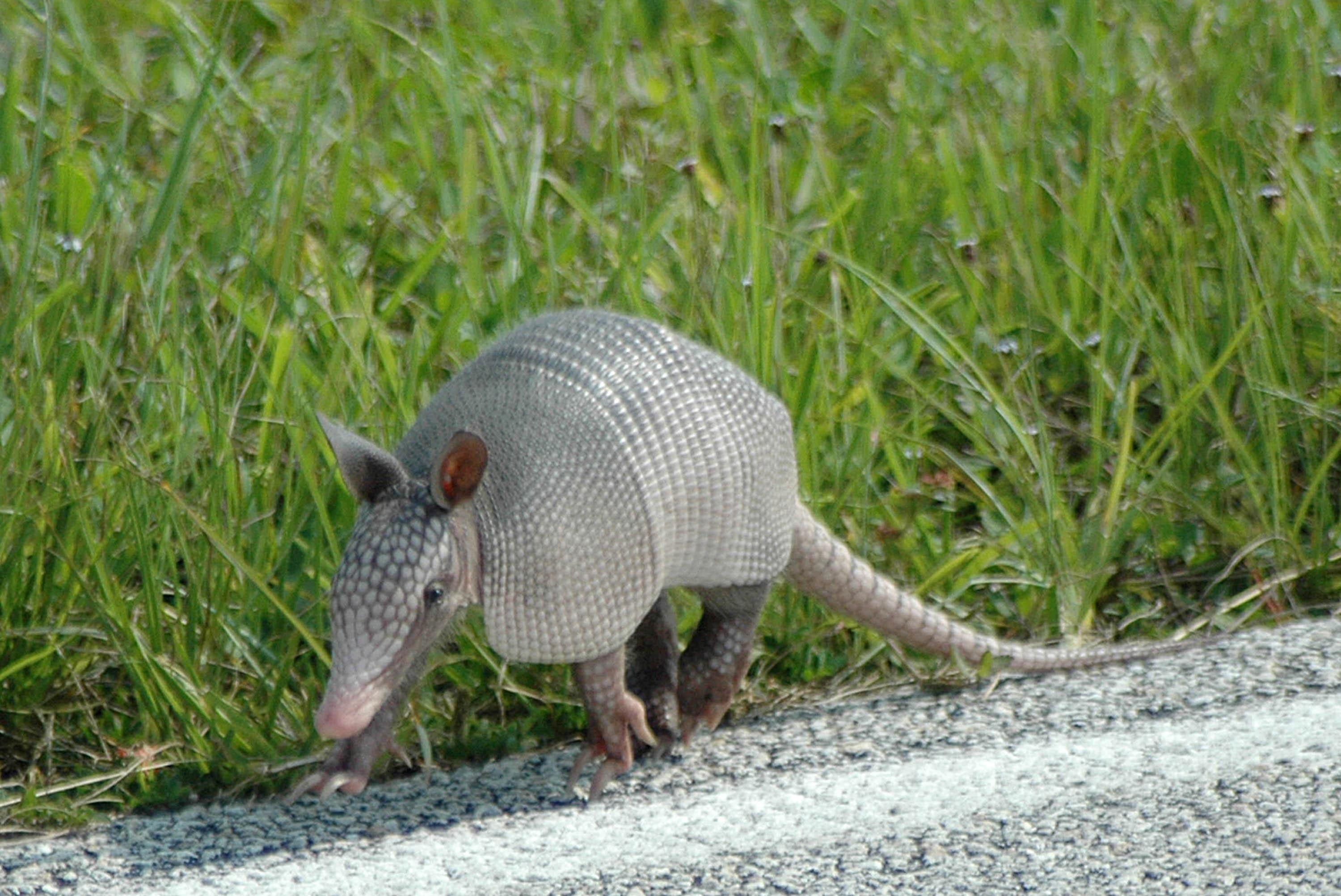
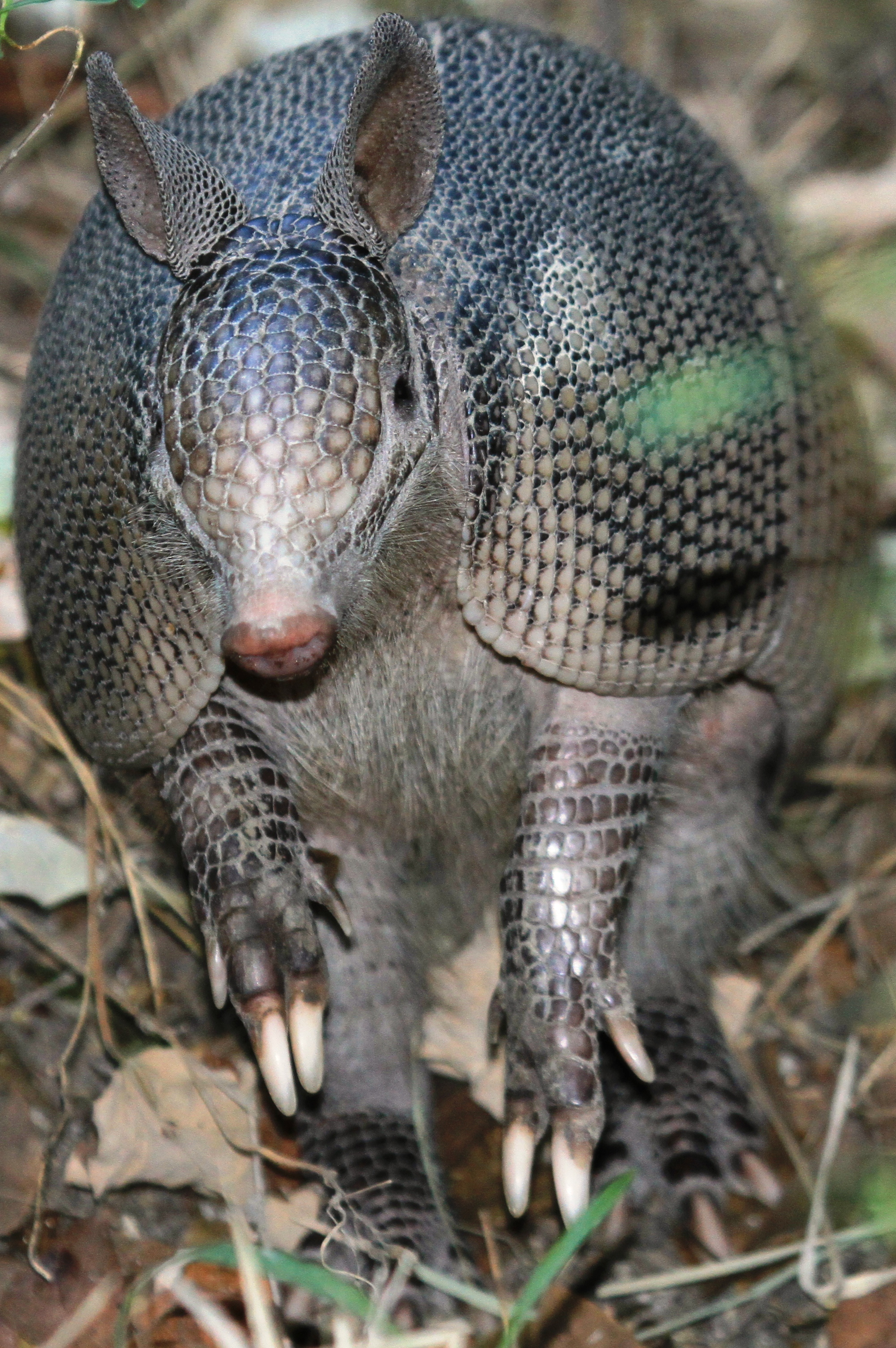
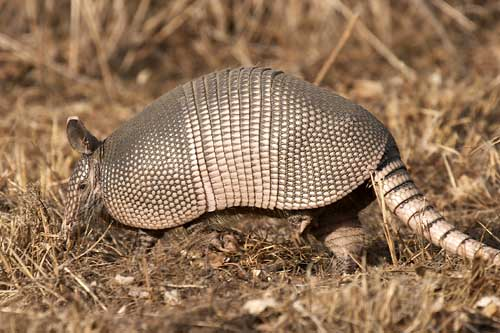
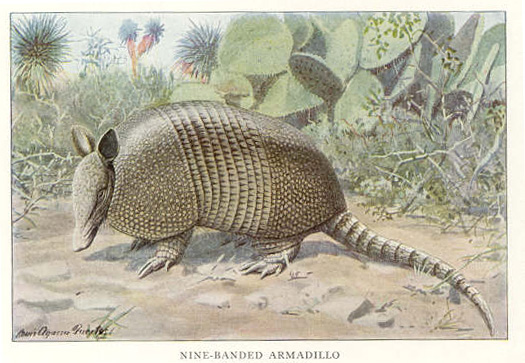
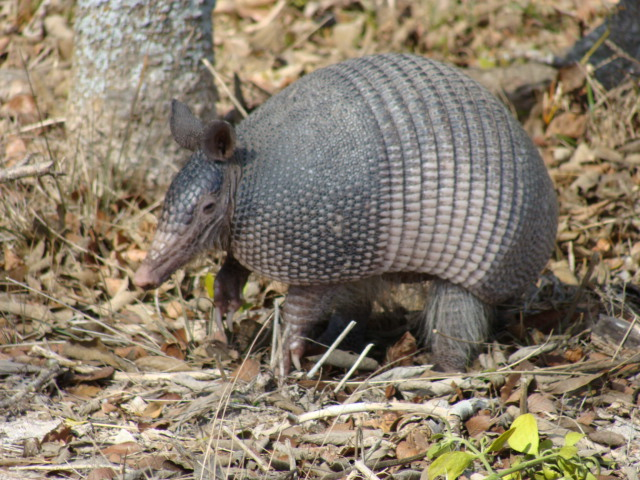